# Сент-Стівен (парафія, Нью-Брансвік)
Сент-Стівен (англ. Saint Stephen) — парафія в Канаді, у провінції Нью-Брансвік, у складі графства Шарлотт.

## Населення
За даними перепису 2016 року, парафія нараховувала 1839 осіб, показавши скорочення на 7,4%, порівняно з 2011-м роком. Середня густина населення становила 17,8 осіб/км².
З офіційних мов обидвома одночасно володіли 115 жителів, тільки англійською — 1 700. Усього 5 осіб вважали рідною мовою не одну з офіційних.
Працездатне населення становило 55,5% усього населення, рівень безробіття — 12,4% (10% серед чоловіків та 13,6% серед жінок). 85,4% осіб були найманими працівниками, а 9,6% — самозайнятими.
Середній дохід на особу становив $29 533 (медіана $25 920), при цьому для чоловіків — $34 521, а для жінок $24 478 (медіани — $32 576 та $21 440 відповідно).
32,7% мешканців мали закінчену шкільну освіту, не мали закінченої шкільної освіти — 25,2%, 42,4% мали післяшкільну освіту, з яких 16,9% мали диплом бакалавра, або вищий.
| Статево-вікова структура населення | Статево-вікова структура населення | Статево-вікова структура населення | Статево-вікова структура населення | Статево-вікова структура населення |
| ---------------------------------- | ---------------------------------- | ---------------------------------- | ---------------------------------- | ---------------------------------- |
|                                    |                                    |                                    |                                    |                                    |
| Всього                             | Всього                             | 49,5%50,5%                         |                                    |                                    |
| 0 — 14 років                       | 0 — 14 років                       |                                    | 13,4%                              | 13,4%                              |
| 15 — 64 років                      | 15 — 64 років                      |                                    | 68,9%                              | 68,9%                              |
| 65 і більше                        | 65 і більше                        |                                    | 17,8%                              | 17,8%                              |
| 85 і більше                        | 85 і більше                        |                                    | 1,9%                               | 1,9%                               |
| Середній вік (років)               | Середній вік (років)               | 43,545,0                           | 44,3                               | 44,3                               |
| Медіана (років)                    | Медіана (років)                    | 46,948,7                           | 47,8                               | 47,8                               |
| — чоловіки — жінки                 |                                    |                                    |                                    |                                    |

| Походження мешканців:     | Походження мешканців:     | Походження мешканців: | Походження мешканців: | Походження мешканців: |
| ------------------------- | ------------------------- | --------------------- | --------------------- | --------------------- |
| Походження                |                           |                       | осіб                  | %                     |
| Корінні американці        | Корінні американці        |                       | 55                    | 3.03%                 |
| Інше північноамериканське | Інше північноамериканське |                       | 1 005                 | 55.37%                |
| Європейське               | Європейське               |                       | 1 050                 | 57.85%                |
| британське                | британське                |                       | 925                   | 50.96%                |
| французьке                | французьке                |                       | 225                   | 12.4%                 |
| Латинськоамериканське     | Латинськоамериканське     |                       | 10                    | 0.55%                 |
| Азійське                  | Азійське                  |                       | 10                    | 0.55%                 |

| Зайнятість населення за галузями (за класифікацією NOC): | Зайнятість населення за галузями (за класифікацією NOC): | Зайнятість населення за галузями (за класифікацією NOC): | Зайнятість населення за галузями (за класифікацією NOC): | Зайнятість населення за галузями (за класифікацією NOC): |
| -------------------------------------------------------- | -------------------------------------------------------- | -------------------------------------------------------- | -------------------------------------------------------- | -------------------------------------------------------- |
|                                                          |                                                          |                                                          |                                                          |                                                          |
| Управління                                               | Управління                                               |                                                          | 5,9%                                                     | 5,9%                                                     |
| Бізнес, фінанси та адміністрування                       | Бізнес, фінанси та адміністрування                       |                                                          | 14,8%                                                    | 14,8%                                                    |
| Природничі та прикладні науки                            | Природничі та прикладні науки                            |                                                          | 3,6%                                                     | 3,6%                                                     |
| Охорона здоров'я                                         | Охорона здоров'я                                         |                                                          | 8,3%                                                     | 8,3%                                                     |
| Освіта, правозахист, муніципальні та урядові служби      | Освіта, правозахист, муніципальні та урядові служби      |                                                          | 11,8%                                                    | 11,8%                                                    |
| Роздрібна торгівля та послуги                            | Роздрібна торгівля та послуги                            |                                                          | 21,9%                                                    | 21,9%                                                    |
| Гуртова торгівля, транспорт та обладнання                | Гуртова торгівля, транспорт та обладнання                |                                                          | 20,7%                                                    | 20,7%                                                    |
| Природні ресурси, сільське господарство                  | Природні ресурси, сільське господарство                  |                                                          | 4,7%                                                     | 4,7%                                                     |
| Виробництво                                              | Виробництво                                              |                                                          | 7,1%                                                     | 7,1%                                                     |

## Клімат
Середня річна температура становить 5,9°C, середня максимальна – 24,2°C, а середня мінімальна – -15,4°C. Середня річна кількість опадів – 1 143 мм.
| Клімат поселення                              | Клімат поселення | Клімат поселення | Клімат поселення | Клімат поселення | Клімат поселення | Клімат поселення | Клімат поселення | Клімат поселення | Клімат поселення | Клімат поселення | Клімат поселення | Клімат поселення | Клімат поселення |
| Показник                                      | Січ.             | Лют.             | Бер.             | Квіт.            | Трав.            | Черв.            | Лип.             | Серп.            | Вер.             | Жовт.            | Лист.            | Груд.            |                  |
| Середній максимум, °C                         | −2,03            | −0,42            | 4,95             | 11,36            | 17,82            | 22,90            | 24,17            | 23,34            | 18,32            | 12,34            | 6,46             | −0,57            |                  |
| Середня температура, °C                       | −8,69            | −7,08            | −1,71            | 4,71             | 11,18            | 16,24            | 19,48            | 18,64            | 13,63            | 7,65             | 1,76             | −5,27            |                  |
| Середній мінімум, °C                          | −15,36           | −13,74           | −8,37            | −1,96            | 4,51             | 9,59             | 14,78            | 13,96            | 8,94             | 2,95             | −2,92            | −9,96            |                  |
| Норма опадів, мм                              | 101              | 76               | 97               | 96               | 99               | 89               | 88               | 83               | 94               | 101              | 114              | 105              |                  |
| Середньомісячна швидкість вітру, м/с          | 4.74             | 4.81             | 4.88             | 4.62             | 4.24             | 3.89             | 3.43             | 3.32             | 3.78             | 4.26             | 4.66             | 4.78             |                  |
| Середньомісячна сонячна радіація, кДж/м²·день | 5420             | 8571             | 12272            | 15486            | 18365            | 20319            | 19973            | 17835            | 13380            | 8645             | 5215             | 4273             |                  |
| --------------------------------------------- | ---------------- | ---------------- | ---------------- | ---------------- | ---------------- | ---------------- | ---------------- | ---------------- | ---------------- | ---------------- | ---------------- | ---------------- | ---------------- |
| Джерело:                                      |                  |                  |                  |                  |                  |                  |                  |                  |                  |                  |                  |                  |                  |